# Keston Julien
Keston Anthony Julien (ur. 26 października 1998 w Port-of-Spain) – trynidadzko-tobagijski piłkarz występujący na pozycji lewego obrońcy w mołdawskim klubie Sheriff Tyraspol oraz w reprezentacji Trynidadu i Tobago.

## Klubowe
Sheriff Tyraspol
- Mistrz Mołdawii: 2020/2021